# Laguna Torca
La laguna Torca es un cuerpo de agua ubicado en el litoral de la región del Maule.

## Ubicación y descripción
Tiene un espejo de agua de aproximadamente 186 hectáreas: 22 , una longitud de cerca de 4,5 kilómetros de largo norte sur, con una internación al este por el centro que en esta parte le da un ancho de más de dos, siendo hacia los extremos menos de la mitad más angosta. Yace en la parte del departamento de Vichuquén cercana al este del puerto de Llico y casi contigua al norte de la sección occidental del lago Vichuquén con el cual parece haber estado unida en época anterior, pues sólo los divide un istmo estrecho de terreno bajo y por el que vacía en aquel el exceso de agua durante las lluvias. Sus aguas son un poco salobres y pobladas de aves. El nombre parece procedente de la lengua quichua.

## Historia
Francisco Solano Asta-Buruaga y Cienfuegos escribió en 1899 en su obra póstuma Diccionario Geográfico de la República de Chile sobre la laguna:
Torca.-—Laguna de cerca de cuatro kilómetros de largo norte sur, con una internación al E. por el centro que en esta parte le da un ancho de más de dos, siendo hacia los extremos menos de la mitad más angosta. Yace en la parte del departamento de Vichuquén cercana al E. del puerto de Llico y casi contigua al N. de la sección occidental del lago del mismo nombre de Vichuquén con el cual parece haber estado unida en época anterior, pues sólo los divide un istmo estrecho de terreno bajo y por el que vacía en aquel el exceso de agua durante las lluvias. Sus aguas son un poco salobres y pobladas de aves. El nombre parece procedente de la lengua quichua.
Luis Risopatrón la describe en su Diccionario jeográfico de Chile (1924):: 889 
Torca (Laguna de). Es mediana, de aguas sucias i un tanto salobres, sin desahue la mayor parte del año i se estiende hacia el N de la laguna de Vichuquén, de la que queda separada por un terreno bajo, a través del cual los pobladores de la rejión abren salida a las aguas durante el invierno, para evitar las inundaciones.

## Población, economía y ecología
La laguna da su nombre a la reserva nacional Laguna Torca y al santuario de la naturaleza de la laguna Torca.

### Estado trófico
La eutrofización es el envejecimiento natural de cuerpos lacustres (lagos, lagunas, embalses, pantanos, humedales, etc.) como resultado de la acumulación gradual de nutrientes, un incremento de la productividad biológica y la acumulación paulatina de sedimentos provenientes de su cuenca de drenaje.: 4  Su avance es dependiente del flujo de nutrientes, de las dimensiones y forma del cuerpo lacustre y del tiempo de permanencia del agua en el mismo.: 24  En estado natural la eutrofización es lenta (a escala de milenios), pero por causas relacionadas con el mal uso del suelo, el incremento de la erosión y por la descarga de aguas servidas domésticas entre otras, puede verse acelerado a escala temporal de décadas o menos.: 4  Los elementos y propiedades característicos del estado trófico son fósforo, nitrógeno, turbiedad, DBO5 y clorofila. Una medición objetiva y frecuente de esos elementos y características es necesaria para la aplicación de políticas de protección del medio ambiente. 
La clasificación trófica nombra la concentración de esos elementos bajo observación (de menor a mayor concentración): ultraoligotrófico, oligotrófico, mesotrófico, eutrófico, hipereutrófico. Ese es el estado trófico del elemento en el cuerpo de agua. Los estados hipereutrófico y eutrófico son estados no deseados en el ecosistema, debido a que los bienes y servicios que nos brinda el agua (bebida, recreación, entre otros) son más compatibles con lagos de características ultraoligotróficas, oligotróficas o mesotróficas.: 14 
Según un informe de la Dirección General de Aguas de 2018, esta laguna tiene una condición de hipereutrofia según parámetros de clorofila.: 22 